# Valjouffrey
Valjouffrey est une commune française rurale de montagne située dans le département de l'Isère, en région Auvergne-Rhône-Alpes. La commune qui comprend deux vallées abritant plusieurs villages et hameaux, est rattachée au parc national des Écrins et abrite également la Réserve naturelle nationale de la haute vallée du Béranger.

## Géographie

### Situation et description
Positionnée dans la partie méridionale du département de l'Isère, une partie importante du territoire de Valjouffrey est située dans le parc national des Écrins.
Valjouffrey s'étend sur la partie amont de la vallée de la Bonne, qui, dans partie sa aval, porte le nom de Valbonnais, ainsi que sur la totalité de la vallée du Béranger. L'altitude moyenne est de 2 244 m (cette moyenne tient compte des zones non habitées, l'altitude moyenne des hameaux étant quant à elle de 1 150 m). Le climat est à mi-chemin entre les alpes du sud et les alpes du nord.

### Communes limitrophes
| Chantepérier (Le Périer)                                            | Le Bourg-d'Oisans            | Les Deux Alpes                               |
| Entraigues                                                          | Valjouffrey                  | Saint-Christophe-en-Oisans                   |
| La Salette-Fallavaux Aspres-les-Corps / Saint-Firmin (Hautes-Alpes) | Saint-Maurice-en-Valgodemard | La Chapelle-en-Valgaudemar / Villar-Loubière |

### Géologie et relief
La vallée supérieure de la Bonne qui correspond au territoire de la commune de Valjouffrey, pénètre assez profondément vers le coeur du massif du écrins. La rive gauche de la vallée est tranchée par la faille principale du linéament d'Aspres-lès-Corps. Sa rive droite présente des terrains sédimentaires avec des crêtes de l'extrémité septentrionale de la région naturelle du Beaumont.
Le cours de la Bonne traverse deux importantes cassures d'âge alpin :
- la faille du Désert-en-Valjouffrey, située entre Villard-Loubière et le col de Côte Belle et qui coupe orthogonalement la vallée au niveau de Désert-en-Valjouffrey
- la faille principale du linéament d'Aspres-lès-Corps qui traverse orthogonalement la vallée au niveau du village des Faures

Au niveau géologique on peut également noter le synclinal du Lac Labarre, le chevauchement de Valsenestre et a grande faille du col de la Muzelle

#### Principaux sommets
Quelques sommets de Valjouffrey : l'Olan (3 564 m d'altitude, le point culminant de la commune de Valjouffrey appelé "La Maye" dans l'ancien temps), l'aiguille d'Olan, la Pointe Maximin, le pic de Valsenestre, la Pointe du Vallonnet, le pic Turbat, le Pic des Souffles, l'aiguille des Arias (3 402 m), l'aiguille des Marmes, le Clapier du Perron, le Signal du Lauvitel.

#### Principaux cols
Quelques cols non routiers surplombent le territoire dont le col de la Mariande, le col de la Vaurze, le col de Combe Méanne, le col du Menoux, le col de la Donne, le col des Près, les cols de Côte Belle et de la Muzelle (passages du GR 54).

### Hydrographie

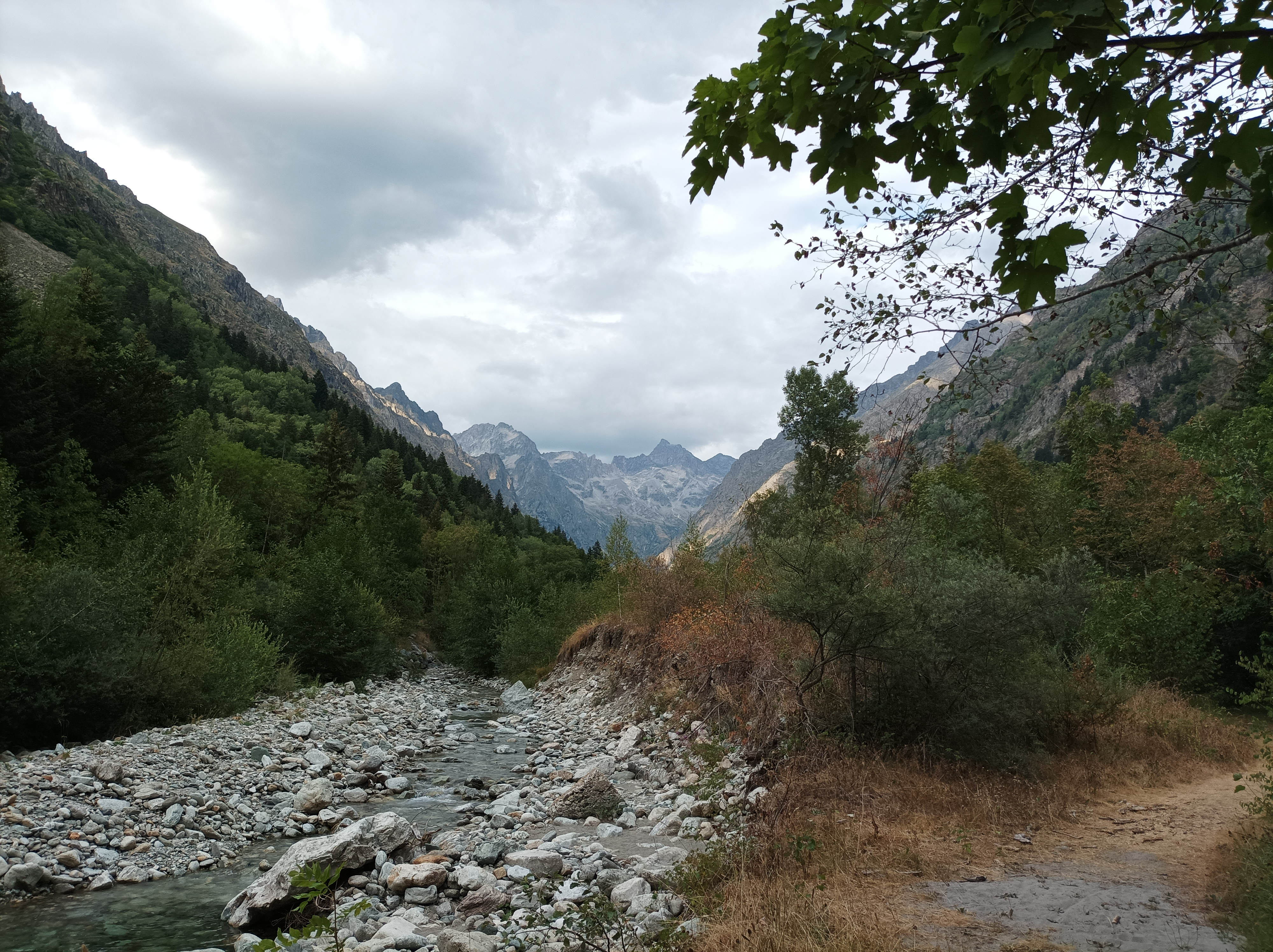
La Bonne à Valjouffrey

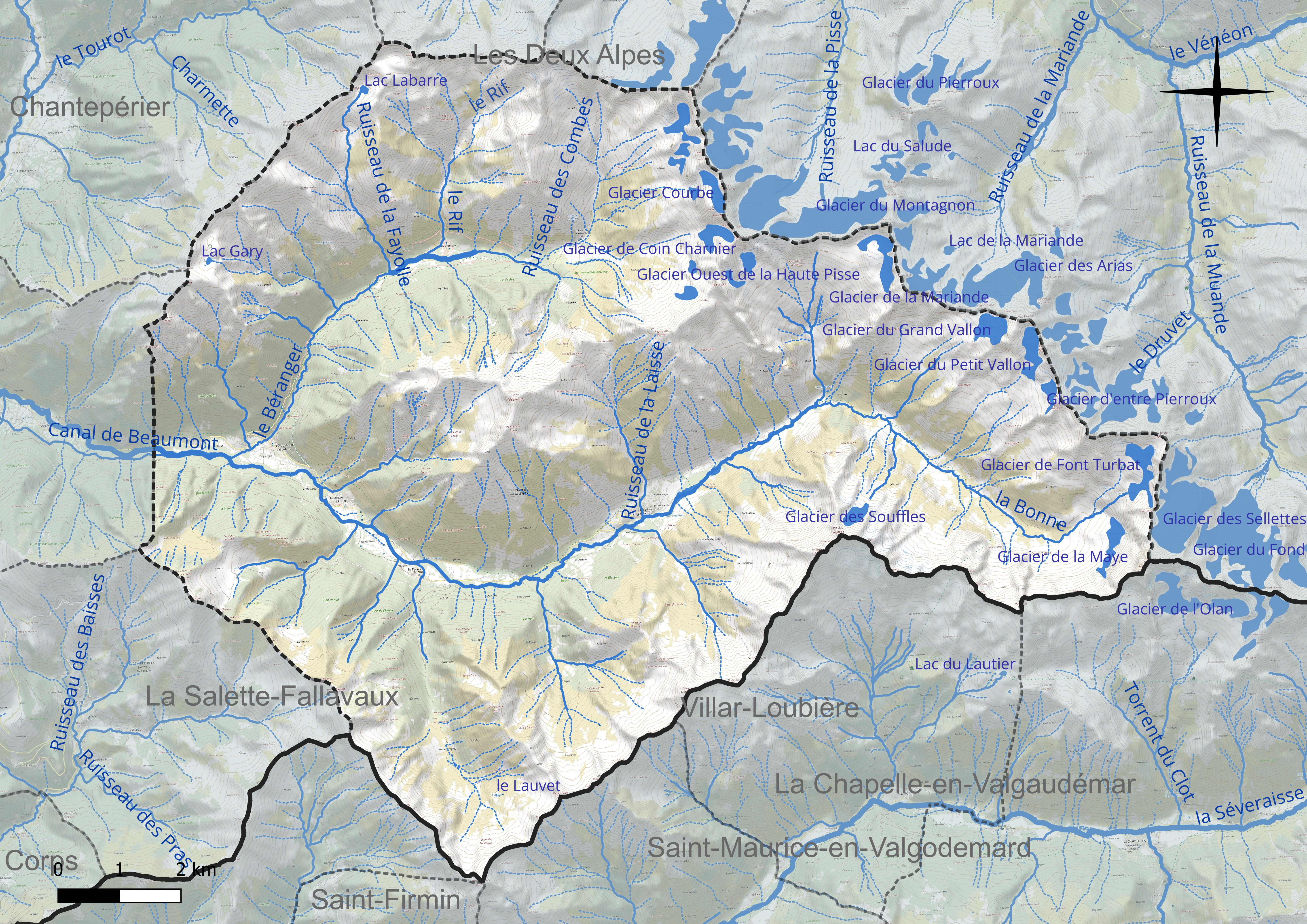
Carte du réseau hydrographique de la commune.

Le territoire est sillonne par deux cours d'eau notables :
- La Bonne qui prend sa source dans le parc national des Écrins sur la commune de Valjouffrey, à 2 632 m d'altitude au lac des Pissoux, sous le petit glacier de Font-Turbat.
- Le Béranger, affluent de la Bonne qui coule entièrement sur la commune de Valjouffrey et qui résulte de la réunion de plusieurs torrents dont le plus long, le Ruisseau des Combes, naît sous le col de la Muzelle à 2613 m d'altitude. Ce torrent a donné son nom à la Réserve naturelle nationale de la haute vallée du Béranger qui comprend la partie haute de son cours.

Le territoire est également sillonné par de nombreux torrents et rus dévalant les pentes des montagnes environnantes, tels que 
- le ruisseau des Combes
- le ruisseau de la Draire
- le Rif ou ruisseau de Pichoud
- le ruisseau du Vallon
- le ruisseau de Pisse Rousse
- le ruisseau de la Fayolle
- le ruisseau des Gorges
- le ruisseau des Verts
- le ruisseau de Gary
- le ruisseau des Taillas

### Climat
En 2010, le climat de la commune est de type climat de montagne, selon une étude du Centre national de la recherche scientifique s'appuyant sur une série de données couvrant la période 1971-2000. En 2020, Météo-France publie une typologie des climats de la France métropolitaine dans laquelle la commune est exposée à un climat de montagne ou de marges de montagne et est dans la région climatique  Alpes du sud, caractérisée par une pluviométrie annuelle de 850 à 1 000 mm, minimale en été.
Pour la période 1971-2000, la température annuelle moyenne est de 7,8 °C, avec une amplitude thermique annuelle de 17,6 °C. Le cumul annuel moyen de précipitations est de 1 251 mm, avec 9,4 jours de précipitations en janvier et 7 jours en juillet. Pour la période 1991-2020, la température moyenne annuelle observée sur la station météorologique de Météo-France la plus proche, « Saint-Firmin », sur la commune de Saint-Firmin à 10 km à vol d'oiseau, est de 9,6 °C et le cumul annuel moyen de précipitations est de 1 120,1 mm,. Pour l'avenir, les paramètres climatiques de la commune estimés pour 2050 selon différents scénarios d'émission de gaz à effet de serre sont consultables sur un site dédié publié par Météo-France en novembre 2022.

### Transports et déplacements
La liaison régulière la plus proche de la commune est ligne de car T93 reliant La Mure au site de l'Alpe du Grand Serre. Cette ligne présente un arrêt à Sousville à environ 20 km de La Chapelle-en-Valjouffrey.

### Hameaux, lieux-dits et sites naturels
La commune compte cinq villages dont deux possédant des hameaux : 
- la Chapelle autour de  973m
- la Chalp (constitué du hameau des Ségoins) autour de 1023m
- les Faures (constitué des hameaux du Malserret et des Clarets) autour de 1047m
- Le Désert autour de 1276m
- Valsenestre (seul village de la commune situé dans la vallée du Béranger) autour 1292m

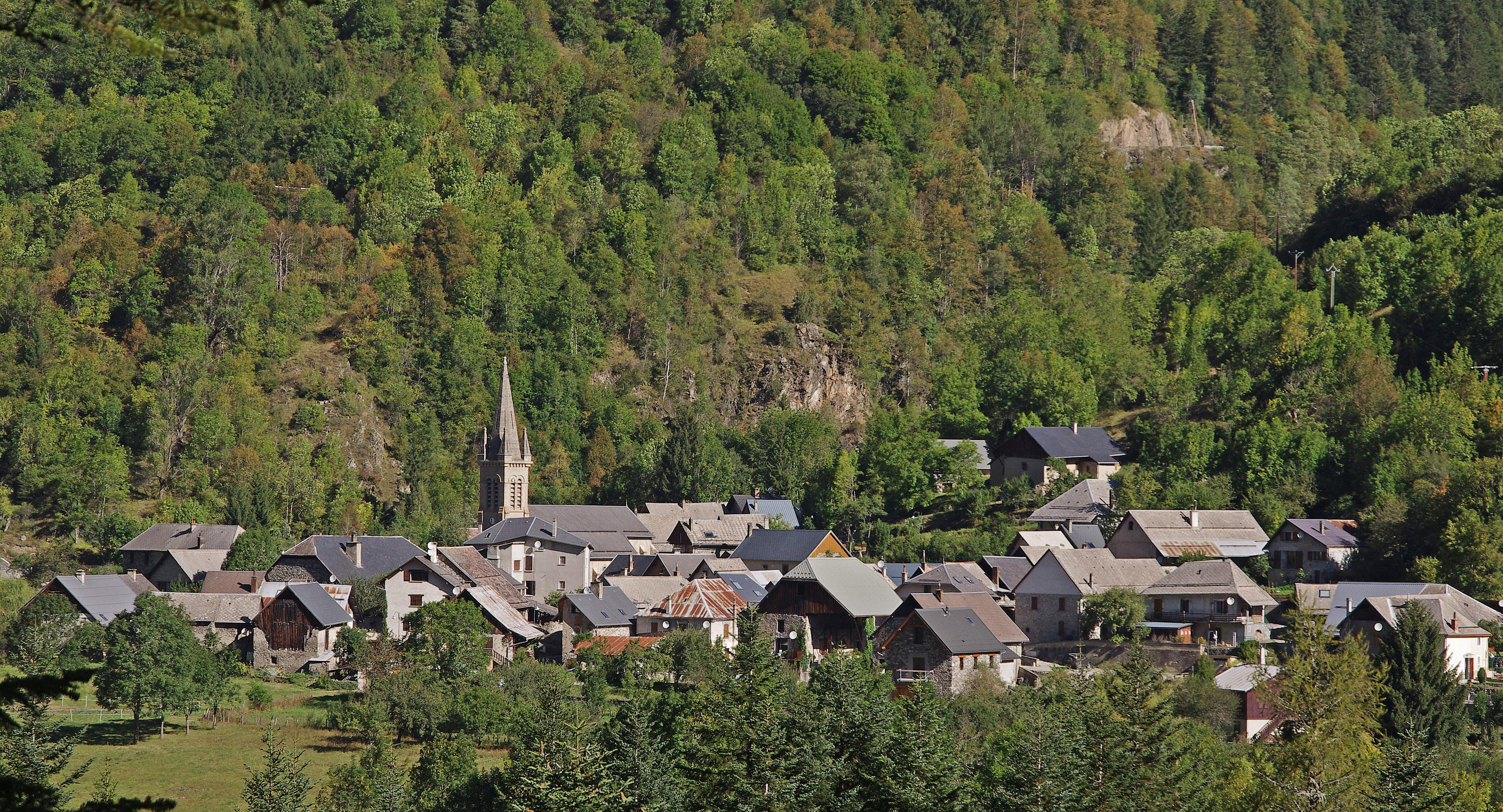
La Chapelle en Valjouffrey (vue depuis le sud est)

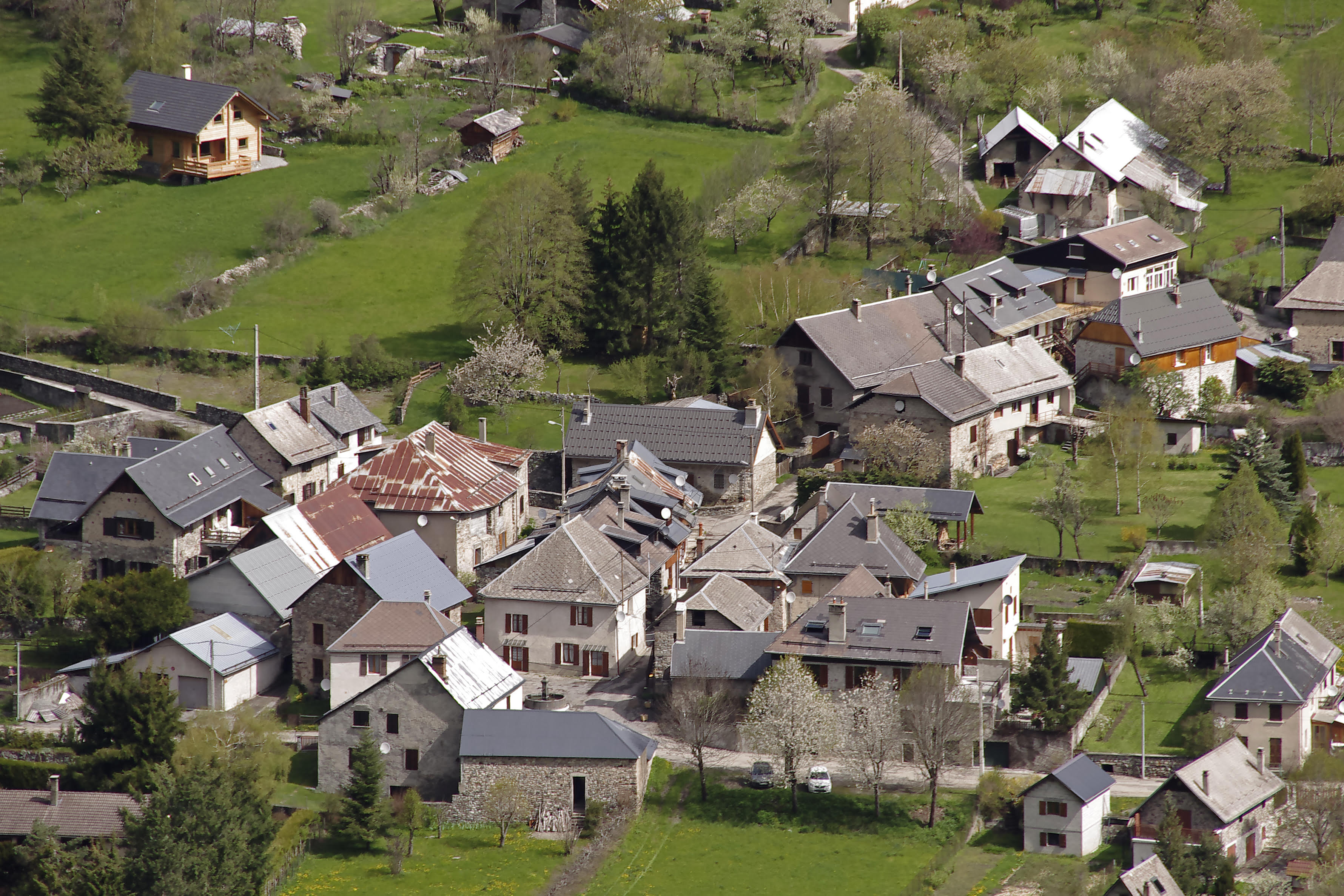
La Chalp (vue du sud)

La commune compte également divers sites naturels (combes, espaces forestiers, cols et passages)

## Urbanisme

### Typologie
Au 1er janvier 2024, Valjouffrey est catégorisé commune rurale à habitat très dispersé, selon la nouvelle grille communale de densité à sept niveaux définie par l'Insee en 2022.
Elle est située hors unité urbaine et hors attraction des villes,.

### Occupation des sols
L'occupation des sols de la commune, telle qu'elle ressort de la base de données européenne d’occupation biophysique des sols Corine Land Cover (CLC), est marquée par l'importance des forêts et milieux semi-naturels (97,9 % en 2018), une proportion sensiblement équivalente à celle de 1990 (98 %). La répartition détaillée en 2018 est la suivante : 
espaces ouverts, sans ou avec peu de végétation (53 %), milieux à végétation arbustive et/ou herbacée (29,5 %), forêts (15,4 %), prairies (1,8 %), zones agricoles hétérogènes (0,3 %). L'évolution de l’occupation des sols de la commune et de ses infrastructures peut être observée sur les différentes représentations cartographiques du territoire : la carte de Cassini (XVIIIe siècle), la carte d'état-major (1820-1866) et les cartes ou photos aériennes de l'IGN pour la période actuelle (1950 à aujourd'hui).

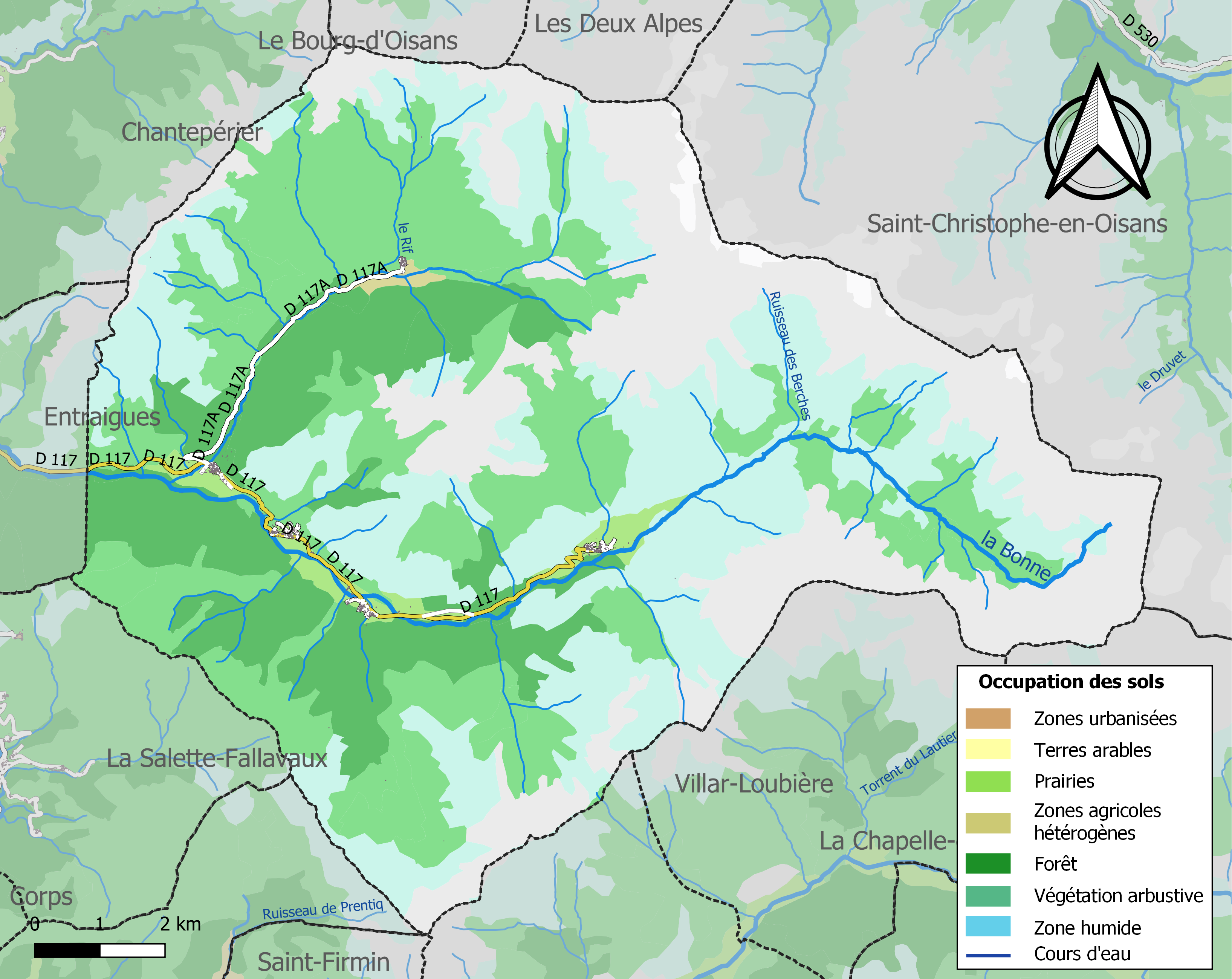
Carte des infrastructures et de l'occupation des sols de la commune en 2018 (CLC).

### Risques naturels
Les risques naturels répertoriés sont les avalanches, les feux de forêt, les inondations et les mouvements de terrain.
En outre, la commune a été victime de tempête en novembre 1982.

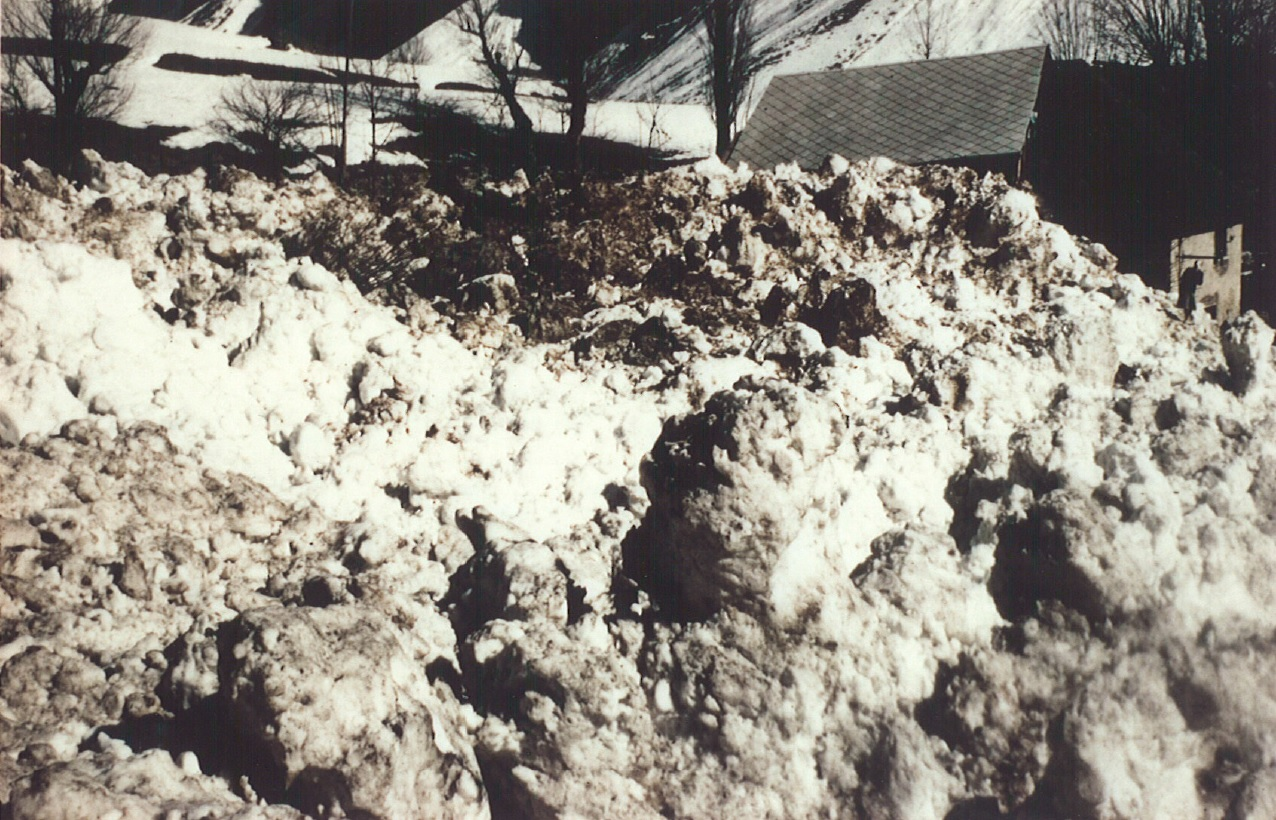
Avalanche de la Laisse au Désert (4 février 1961)

## Toponymie

### La commune
Josfredi aurait été un vassal de Gaudemar, dernier roi burgonde, qui se serait réfugié dans la vallée voisine (Valgaudemar) après avoir été battu à Autun en 531 par un fils de Clovis.

### Les Villages et hameaux (actuels et disparus)  d'après le manuscrit d'Emmanuel Pilot de Thorey (1847 - 1903)
- Les Blaches (In Blanchis, XVe siècle), disparu
- La Chalp (Calma Villa, XIVe siècle),
- La Chapelle (Capella de Valle Jozfredi, XIe siècle),
- Les Clots (Clotis Villa, XIVe siècle), disparu
- Les Clarets (De Claro, XIVe siècle),
- Le Désert (Desertum villa, XIVe siècle),
- Les Faures (Mass Fabrorum, Molard de Fabris, XIIIe siècle),
- Méane (Meyanna Villa, XIVe siècle), disparu
- Le Combe du Nays (Nays, XIIIe siècle), disparu
- Le pont de la Raz (Pons Tremol villa, XIVe siècle), disparu
- Les Prés (Prata Villa, XIVe siècle), disparu
- Le moulin de Valsenestre (Molendinum Vallis sinistre, XVe siècle). disparu

## Histoire
Les anciens noms de la commune sont Valjoffrey en 1793 et Valjouffray en 1801.
Dans les années 1910-1920, le guide Bernard Célestin de la Chapelle est le guide le plus réputé du Valbonnais. En 2025, Valjouffrey arrive en dernière position du palmarès 2025 des « Villes et villages où il fait bon vivre » sur une liste de 34795 communes, attirant des critiques de la part des édiles de la commune.

## Politique et administration

### Liste des maires
| Période                                  | Période   | Identité         | Étiquette | Qualité                    |
| ---------------------------------------- | --------- | ---------------- | --------- | -------------------------- |
| novembre 1984                            | mars 2022 | Bernard Héritier | DVG       | Retraité de l'enseignement |
| mars 2022                                | en cours  | Maxence Foglia   | SE        |                            |
| Les données manquantes sont à compléter. |           |                  |           |                            |

## Population et société

### Démographie
Les habitants s'appellent les Sapparys.
L'évolution du nombre d'habitants est connue à travers les recensements de la population effectués dans la commune depuis 1793. Pour les communes de moins de 10 000 habitants, une enquête de recensement portant sur toute la population est réalisée tous les cinq ans, les populations de référence des années intermédiaires étant quant à elles estimées par interpolation ou extrapolation. Pour la commune, le premier recensement exhaustif entrant dans le cadre du nouveau dispositif a été réalisé en 2006.

En 2022, la commune comptait 167 habitants, en évolution de +21,01 % par rapport à 2016 (Isère : +3,07 %, France hors Mayotte : +2,11 %).
| 1793 | 1800 | 1806 | 1821 | 1831 | 1836 | 1841 | 1846  | 1851 |
| ---- | ---- | ---- | ---- | ---- | ---- | ---- | ----- | ---- |
| 739  | 766  | 786  | 782  | 840  | 966  | 971  | 1 028 | 990  |

| 1856 | 1861 | 1866 | 1872 | 1876 | 1881 | 1886 | 1891 | 1896 |
| ---- | ---- | ---- | ---- | ---- | ---- | ---- | ---- | ---- |
| 912  | 897  | 878  | 891  | 850  | 880  | 868  | 847  | 808  |

| 1901 | 1906 | 1911 | 1921 | 1926 | 1931 | 1936 | 1946 | 1954 |
| ---- | ---- | ---- | ---- | ---- | ---- | ---- | ---- | ---- |
| 745  | 686  | 669  | 543  | 482  | 481  | 414  | 250  | 228  |

| 1962 | 1968 | 1975 | 1982 | 1990 | 1999 | 2006 | 2011 | 2016 |
| ---- | ---- | ---- | ---- | ---- | ---- | ---- | ---- | ---- |
| 154  | 124  | 109  | 107  | 164  | 156  | 136  | 155  | 138  |

| 2021 | 2022 | - | - | - | - | - | - | - |
| ---- | ---- | - | - | - | - | - | - | - |
| 155  | 167  | - | - | - | - | - | - | - |

### Enseignement
La commune est rattachée à l'académie de Grenoble.

### Médias
Historiquement, le quotidien régional Le Dauphiné libéré qui consacre, chaque jour, y compris le dimanche, dans son édition Romanche et Oisans, un ou plusieurs articles à l'actualité de la communauté de communes, du canton, ainsi que des informations sur les éventuelles manifestations locales.
La commune est située sur l'aire de diffusion de radio Ici Isère, une radio publique qui émet sur tout le territoire du département de l'Isère.

### Cultes

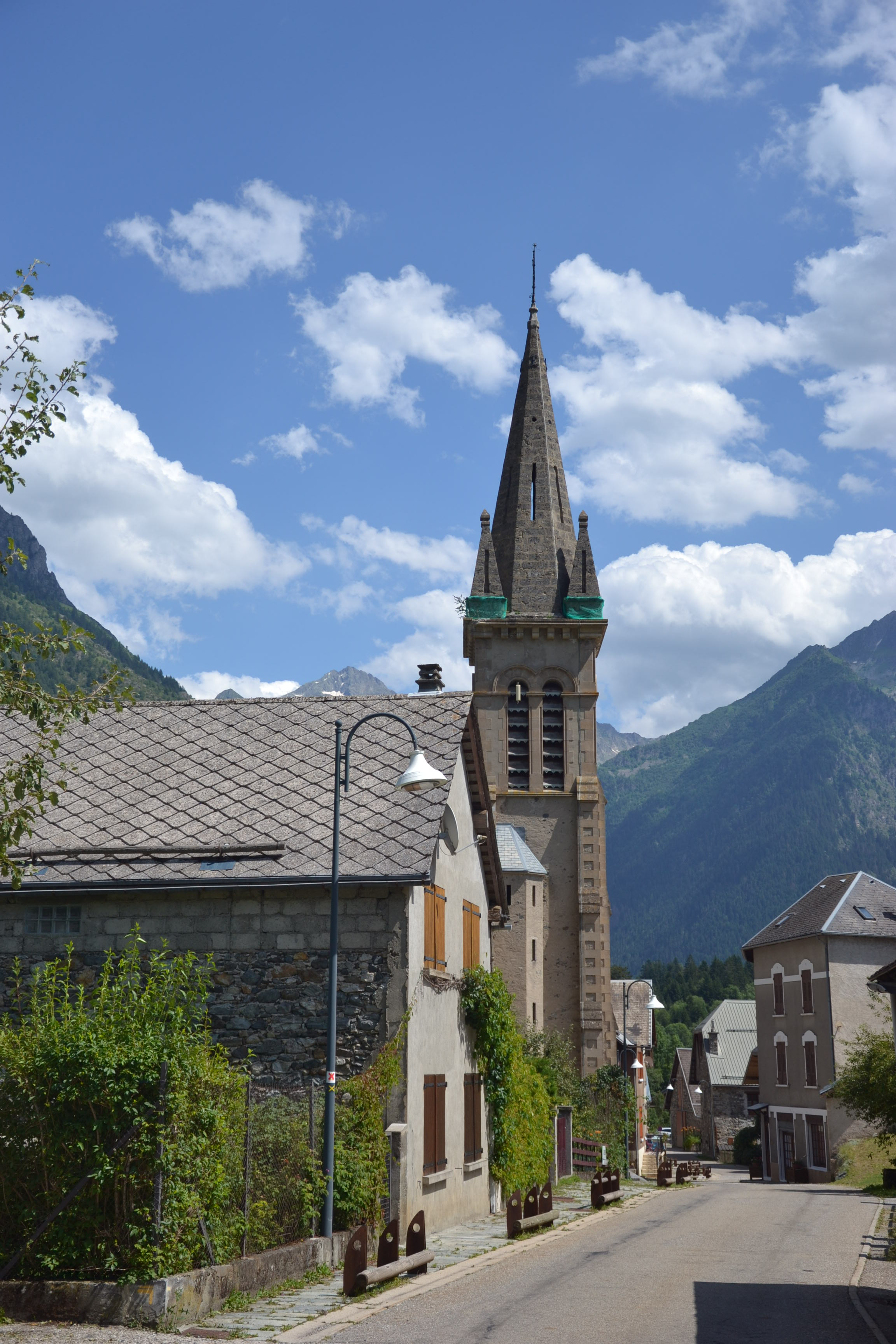
Eglise Notre Dame de l'Assomption

La communauté catholique et les églises de Valjouffrey (propriété de la commune) dépendent de la paroisse Saint Pierre Julien Eymard qui rassemble un grand nombre de villages autour de la cité de La Mure. Cette paroisse est rattachée au diocèse de Grenoble-Vienne.

### Activités sportives
- Alpinisme.
- VTT et cyclisme.
- Randonnée.
- Escalade (le site des « blocs du Désert en Valjouffrey » (un des 14 du parc niational), avec ses onze voies variées allant du niveau 3c au 6c[21]).
- Promenades à dos d'âne[22].
- Ski de fond et ski de randonnée.
- Boules (pétanque et lyonnaise).
- Canyoning.

### Associations
- Montagne pour tous - Association de Valsenestre
- Mémoire Battante
- Amicale Boules
- ACCA Chasseurs
- VTT Club de Valjouffrey[23].
- Comité des fêtes de Valjouffrey « les saparis »
- Les Alaissies

## Économie

### Principales activités de la commune
- L'agriculture
- Fromagerie
- Exploitations forestières et bois de chauffage
- Maçonnerie
- Menuiserie-ébénisterie[24].

La commune compte également des gites et des restaurants.

### Indications géographiques protégées
La commune est sur le territoire des IGP suivantes : l'Emmental français est-central ainsi que les Vins Isère blanc, rosé et rouge.

## Culture locale et patrimoine

### Lieux et monuments

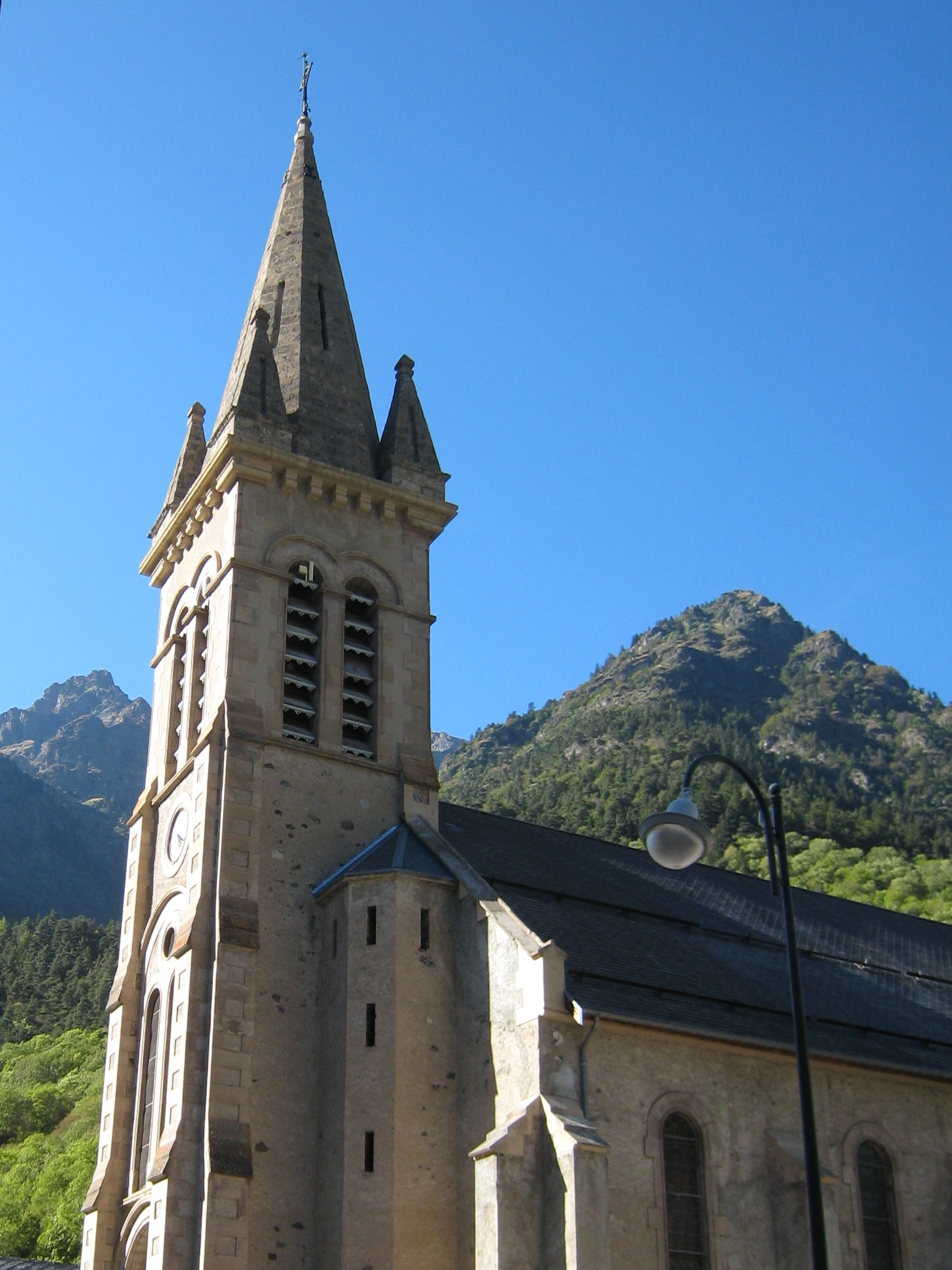
La chapelle du village la Chapelle.

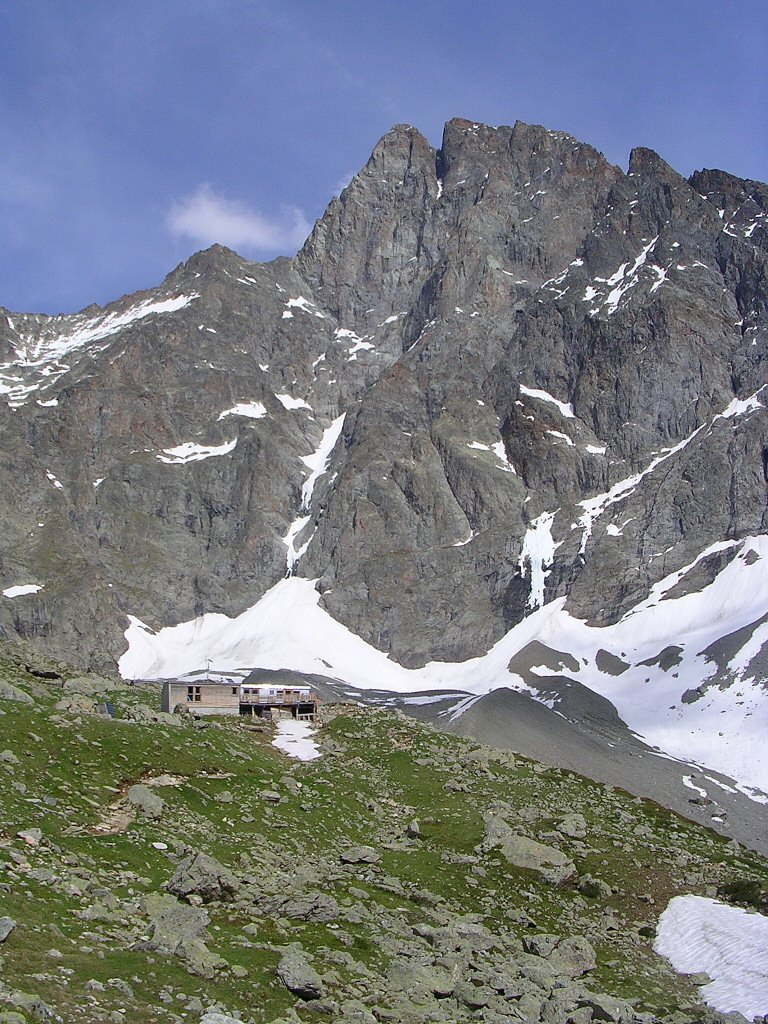
Refuge de Font Turbat

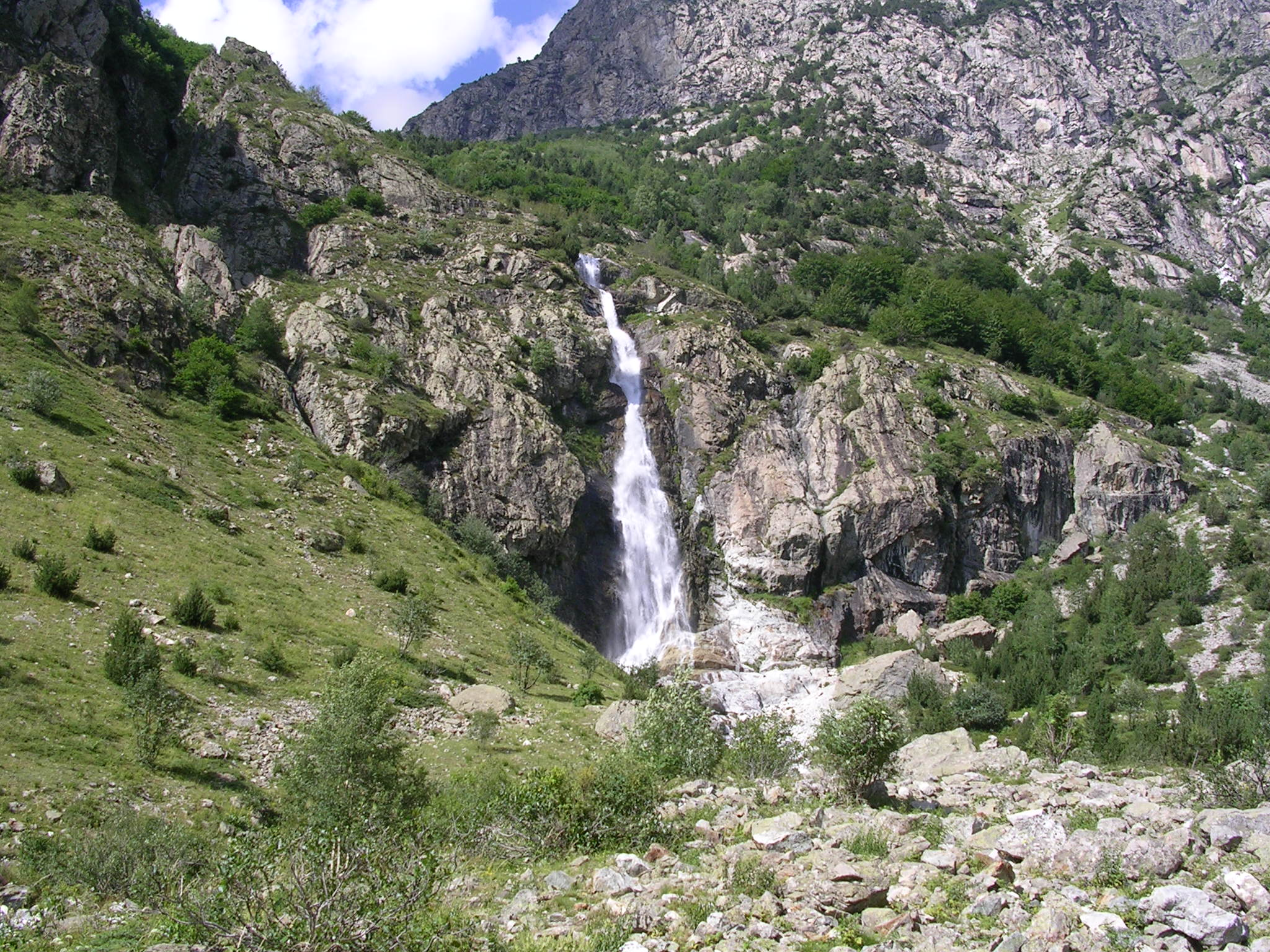
Cascade de la Pisse

#### Monuments religieux
- Chapelle Sainte-Anne, labellisée Patrimoine en Isère[25].

Attestée depuis 1672, cette chapelle de grande dimension et possédant une sacristie est très éloignée du village. Son mobilier est comparable à celui d’une église paroissiale. La barrière de communion, la tribune et la chaire sont toujours en place.
- Église de l'Assomption de la Chapelle en Valjouffrey.
- Église Saint-Maurice de Varacieux.

#### Autres lieux et monuments
- Scierie et centrale des Ségoins, labellisées Patrimoine en Isère[25].

Les bâtiments de cette ancienne scierie date des années 1900. Progressivement remise en fonctionnement grâce à l'association "Mémoire Battante", elle témoigne encore de ce type d'activité forestière sur un site où elle est attestée depuis le XVIIe siècle. En novembre 2023, le bâtiment a été gravement endommagé par une crue de la Bonne.
- Refuge C.A.F. de Font-Turbat, à 2169 m, dans la vallée de La Bonne, constitué de deux bâtiments, le plus récent de 39 places (construit en 1962) à 2 169 m, et l'ancien refuge de 12 places (construit en 1922) à 2 194 m qui est le refuge d'hiver.

### Patrimoine naturel
- Parc national des Écrins

Ce parc national de 929,94 km2, classé comme aire protégée de catégorie II par la Commission mondiale des aires protégées de l'UICN, principale organisation non gouvernementale mondiale consacrée à la conservation de la nature.
- Réserve naturelle nationale de la haute vallée du Béranger

Il s'agit d'un site protégé de 84 hectares, géré par le parc national des Écrins
- Zones naturelles d'intérêt écologique, faunistique et floristique
  - ZNIEFF 820031952 des Falaises au dessus de Valsenestre
  - ZNIEFF 820031953 (partiellement) du Lac et cirque du Lauvitel
  - ZNIEFF 820031941 (partiellement) du Massif du Gargas
  - ZNIEFF 820032364 (partiellement) du Versant septentrional du Péou de Saint Maurice
  - ZNIEFF 820032367 (partiellement) du Versant sud de l'Arcanier
  - ZNIEFF 820032354 (partiellement) du Versant de pelouses et d'alpages à l'est de Corps
  - ZNIEFF 820032355 (partiellement) des Rochers et moraines des vallons de la Haute Pisse et d’Aillot
- Les sommets : 
  - le Pic Turbat, le Pic de Valsenestre
  - le Grand Chapelet ;
  - la cascade de La Pisse

### Personnalités liées à la commune
- Barthélemy Champollion, né le 23 mars 1694 au hameau des Faures et décédé le 30 mai 1767 à Valbonnais, grand-père des frères Jean-François Champollion et Jacques-Joseph et d' Eugène-André Champollion[29],[30].
- Jacques-Joseph Champollion aurait pu se retirer dans le Valjouffrey en 1814.
- Henri Collomb, né le 14 décembre 1913 à Valjouffrey[31] et mort le 9 octobre 1979 à Nice, psychiatre et médecin militaire français[32].